# ウォッシュチーズ
ウォッシュチーズとは、熟成過程で塩水やマール、ワインやブランデーなどさまざまな液体を定期的に吹き付けながら熟成させるチーズである。中世ヨーロッパの修道院で考案されたと考えられている。

## 熟成方法
ウォッシュチーズは適切に温度管理された熟成庫のなかで塩水やマール、ワインやブランデーなどの液体を定期的に吹き付けられて熟成する。特定の湿度・庫内温度・吹き付ける液体の含む塩分やその他の成分が作り出す環境が特定の菌のみに選択的に働き、結果としてチーズ表面はリネンス菌などの有用な菌類が繁殖する。これらの菌がチーズ表面から内部に向けて繁殖する過程でチーズの脂肪分とタンパク質を分解してアミノ酸などの旨み成分に変化させる。
液体の吹き付けと菌の繁殖により、次第にチーズは色・香り・やわらかさ・味わいが変化する。菌種・チーズの種類によるがチーズ表面の色はオレンジから赤、赤から褐色へ、香りは発酵食品独特の香りを放ち始め、そして最後には物によっては崩れるまでにやわらかさを増す。菌が付着した外皮は、食されないことが多い。

## 風味
強い香りに反してチーズの口当たりは柔らかく、コクがあり、赤ワインとの相性がいい。食べごろは銘柄によって異なり、ポン・レヴェックは弾力を保った状態が食べごろとされているが、ヴァシュラン・モン・ドールはとろけて食べごろになった状態のチーズを湯で温めたスプーンで食べることが勧められている。

## 代表的なウォッシュチーズ
ウォッシュチーズには様々なブランド・産地・AOCがありこの色・香り・味わい、そして食べごろとされる熟成状態はそのチーズごとに様々である。
- エポワス
- ポン・レヴェック
- ルクロン
- ルブロション
- ピエダングロワ
- ラミ・デュ・シャンベルタン
- マンステール
- リヴァロ
- ガレ・ド・ラ・ロワール
- フルール・ド・ビエール
- ヴァシュラン・モン・ドール
- エルヴ